# Junkers Ju 49

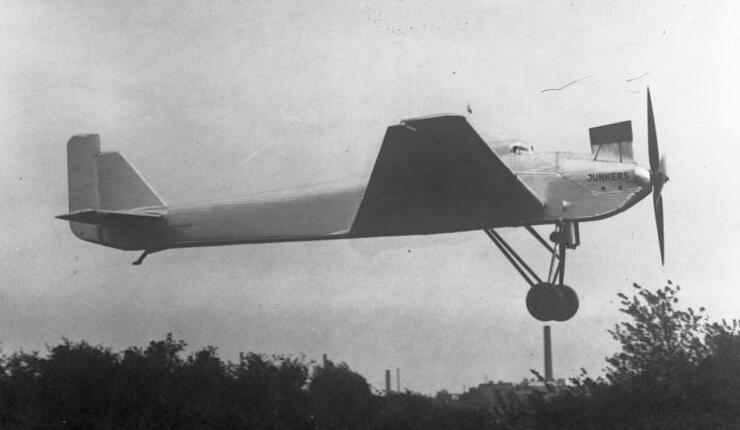
Lo Ju 49 nelle prime fasi di sperimentazione, dotato del motore aspirato L88 riconoscibile per l'impianto di scarico e dall'assenza dell'immatricolazione civile sui lati della fusoliera.

Lo Junkers Ju 49 era un aereo sperimentale monomotore ad ala bassa realizzato dall'azienda tedesca Junkers Flugzeugwerk AG nel 1931 ed utilizzato fino al 1936 per studiare il comportamento in alta quota e la tecnica di costruzione per le cabine di pilotaggio pressurizzate.
Le esperienze maturate sullo Ju 49 vennero poi riutilizzate per realizzare il ricognitore d'alta quota Ju 86 P.

## Storia del progetto
Nei tardi anni venti il Deutsche Versuchsanstalt für Luftfahrt (DVL), l'istituto tedesco per le ricerche sul volo, si propose di avviare lo sviluppo per un nuovo modello di aereo sperimentale per poter acquisire esperienza nel comportamento e nelle problematiche legate al volo di un velivolo ad alta quota. Inizialmente gli studi riguardarono un velivolo in grado di operare intorno ai 6 000 m e che grazie ai dati ricavati studiare soluzioni che in seguito sarebbero state riversate nella produzione in serie di velivoli civili e militari. Nel 1928 Hugo Junkers si offrì di rilevare il programma di sperimentazione al fine di concretizzare il progetto in un prototipo volante da realizzare presso gli stabilimenti della propria azienda. A tal fine venne costruito un velivolo equipaggiato con un motore aeronautico appositamente studiato ed ottimizzato per lavorare ad elevate altitudini ed una cabina di pilotaggio pressurizzata, quest'ultima primo esempio di tale soluzione tecnica utilizzata in un velivolo di costruzione tedesca.
Il velivolo (Wk.N. 3701) venne assembrato nello stabilimento Junkers di Dessau quindi, ottenuta l'immatricolazione civile D-2688, portato in volo per la prima volta il 2 ottobre 1931 ai comandi dell'ingegnere e pilota collaudatore Fritz Hoppe, l'allora direttore del gruppo sperimentale di volo, e dotato della versione non sovralimentata del motore V12, riconoscibile dall'installazione di un diverso impianto di scarico, e sostituito dalla versione definitiva dall'estate del 1932.

## Tecnica
Lo Ju 49 conservava un aspetto piuttosto tradizionale; monomotore, monoplano e carrello fisso. Come tutte le produzioni Junkers degli anni precedenti conservava la particolare costruzione interamente metallica caratterizzata dall'uso del rivestimento in duralluminio ondulato. La fusoliera presentava un inusuale cabina di pilotaggio pressurizzata, accessibile da un portello stagno situato sulla parte posteriore destra, realizzata in un pezzo unico, inserita nella fusoliera e separata dal resto della struttura, dotata per la visione esterna di una serie di minuscoli oblò circolari e, nella parte inferiore, di un periscopio per la visione anteriore in fase di rullaggio ed atterraggio. Questa era stata dimensionata per poter resistere fino a 14 000 m di quota. Posteriormente terminava in una coda dotata di un impennaggio classico monoderiva e di piani orizzontali controventati.
L'ala, di pianta trapezoidale e di elevato spessore come tutte le precedenti soluzioni alari in duralluminio corrugato, era montata bassa ed a sbalzo, caratterizzata da un sensibile angolo di diedro per favorire la stabilità complessiva del velivolo, di un bordo d'attacco dalla freccia positiva di pochi gradi e di un bordo d'uscita dalla freccia negativa molto pronunciata.
Il carrello d'atterraggio era fisso, caratterizzato dalle lunghe gambe di forza anteriori ammortizzate e collegate tramite una struttura metallica alla parte inferiore della fusoliera, soluzione adottata per poter tenere distante dal terreno l'elica di grandi dimensioni necessaria per compensare la rarefazione dell'aria in alta quota. Posteriormente era integrato da un semplice pattino d'appoggio posto sotto la coda.
La propulsione era affidata ad un nuovo motore appositamente studiato, lo Junkers L 88, che era stato già precedentemente utilizzato nel G 38. Si trattava di un 12 cilindri a V di 90° a motore a quattro tempi ciclo Otto raffreddato a liquido, derivato dall'abbinamento meccanico del precedente L 8 a sei cilindri, capace di erogare una potenza di 800 PS (588 kW) a 1 870 giri/min. Il motore, alimentato da una benzina additivata con una sostanza che ne evitava la tendenza al congelamento dovuto alle alte quote, era abbinato ad una grande elica quadripala del diametro di 5,60 m e veniva raffreddato grazie ad un radiatore estensibile posizionato sulla parte inferiore della cofanatura motore, davanti alle gambe del carrello. Il modello iniziale, aspirato, venne in seguito sostituito dal modello sovralimentato L 88a che garantiva una maggiore efficienza ad alta quota. Quest'ultimo era dotato di un compressore a due stadi abbinato ad un intercooler che gli consentiva di erogare una potenza di 700 PS a circa 5 800 m di altitudine.

## Impiego operativo
Dopo il primo periodo necessario allo sviluppo ed alla soluzione dei problemi di gioventù accusati dal velivolo apportando una serie di modifiche al progetto originale, nel settembre 1933 lo Ju 49 venne trasferito presso il DVL, dal 1934 diretto dallo stesso Hoppe, anno in cui acquisì l'immatricolazione D-UBAZ per la nuova convenzione che sostituiva il precedente codice numerico con quello a lettere, dove venne utilizzato per numerose prove di volo e sperimentazioni di nuovi particolari tecnici fino al 1936, quando rimase danneggiato in un incidente di volo.

### Primati
Pur non raggiungendo primati assoluti a livello mondiale, dopo un primo periodo di affinamento del velivolo tra il 1932 ed il 1933, in quest'ultimo anno riuscì a raggiungere un'altitudine di 9 300 m e nel 1935 i 12 500 m, quota alla quale volò successivamente con regolarità. Tuttavia l'importanza dello Ju 49 nella storia dell'aeronautica è determinata dalla scelta tecnica utilizzata nel raggiungere l'impresa prefissata. Al contrario dell'italiano Caproni Ca.161 che il pilota Mario Pezzi condusse grazie inizialmente ad una speciale tuta riscaldata munita di scafandro, soluzione adottata anche nel britannico Bristol Type 138, e che successivamente aveva realizzato un involucro pressurizzato attorno a Pezzi nel successivo tentativo con il Ca.161bis, Lo Ju 49 adottava una intera sezione della struttura completamente pressurizzata, particolarità che sarebbe stata preludio delle soluzioni che, opportunamente sviluppate, sono tuttora utilizzate nella realizzazione dei velivoli e dei veicoli spaziali.

## Velivoli comparabili
Regno Unito
- Bristol 138

 Stati Uniti
- Lockheed XC-35